# Іларіо Лопес
Іларіо Лопес Гарсія (ісп. Hilario López García, 18 листопада 1907, Гвадалахара, Мексика — 17 червня 1965) — мексиканський футболіст, що грав на позиції нападника, зокрема, за клуб «Некакса» і національну збірну Мексики.

## Клубна кар'єра
У дорослому футболі дебютував 1924 року виступами за команду клубу «Насьональ Гвадалахара», в якій провів чотири сезона. 
Протягом 1928—1930 років захищав кольори «Марте».
1930 року перейшов до клубу «Некакса», за який відіграв 9 сезонів, тричі ставши найкращим бомбардиром чемпіонату Мексики. Завершив професійну кар'єру футболіста виступами в «Некаксі» у 1939 році.
Помер 17 червня 1965 року на 58-му році життя.

## Виступи за збірну
1930 року дебютував в офіційних матчах у складі національної збірної Мексики. Протягом кар'єри у національній команді, яка тривала 6 років, провів у її формі 8 матчів, забивши 9 голів.
У складі збірної був учасником чемпіонату світу 1930 року в Уругваї де взяв участь у поединках з Францією (1:4), Чилі (0:3) і Аргентиною (3:6).

## Титули і досягнення
- Переможець Ігор Центральної Америки та Карибського басейну: 1935
- Найкращий бомбардир чемпіонату Мексики (3): 1934/35, 1935/36, 1936/37